# Дипломатическое право
Дипломатическое право — одна из подотраслей права внешних сношений, является одной из основных отраслей международного права, представляющей собой совокупность норм, регламентирующих статус и функции государственных органов внешних сношений. Дипломатическое право регулирует правовое положение и деятельность дипломатических представительств государств.
Долгое время источником дипломатического права являлся международный обычай. Впервые дипломатическое право было кодифицировано в 19 веке, а именно на Венском конгрессе 1815 года и на Аахенском конгрессе 1818 года. Следующим важным актом в этой сфере является Гаванская конвенция о дипломатических чиновниках 20 февраля 1928 года.
Основным договорным актом в данной области является Венская конвенция о дипломатических сношениях 1961 года. В 1969 году на Генеральной ассамблее ООН была также принята Конвенция о специальных миссиях, а в 1975 году на дипломатической конференции в Вене — Конвенция о представительстве государств в их отношениях с международными организациями универсального характера.
Российская Федерация является участницей Венских конвенций 1961 и 1975 годов.

## Право внешних сношений
Право внешних сношений — совокупность принципов и норм, регулирующих деятельность государства в области внешних отношений.
Органы внешних сношений:
- внутригосударственные (органы находящиеся на территории конкретного государства)
- зарубежных сношений

Право внешних сношений, как отрасль международного публичного права, начала складываться в Средние века, когда появились первые консульства и посольства. Право внешних сношений имеет подотрасли, которые в свою очередь включают в себя институты. Подотраслями права внешних сношений являются:
1. право внутригосударственных органов внешних сношений
2. дипломатическое право
3. право дипломатического протокола
4. консульское право

## Дипломатическое представительство
Дипломатические отношения устанавливаются между государствами по взаимному соглашению. Российская Федерация имеет дипломатические отношения более чем со 180 государствами.
Процесс назначения и принятия главы дипломатического представительства называется аккредитацией. Перед назначением аккредитующее государство запрашивает согласие принимающего государства - агреман. С получением согласия принимающего государства глава представительства становится persona grata (желательным лицом). После этого глава аккредитующего государства официально назначает конкретное лицо главой дипломатического представительства в государстве пребывания.
Затем глава аккредитующего государства подписывает верительные грамоты, завизированные главой внешнеполитического ведомства и адресованные главе принимающего государства. Вручение верительных грамот главе принимающего государства официально завершает процесс аккредитации, после чего глава дипломатического представительства может приступить к выполнению своих функций.
В Москве аккредитовано примерно 140 дипломатических представителей государств.
Венская конвенция предусматривает три класса глав представительств: послы и посланники, аккредитуемые при главах государств, и поверенные в делах, аккредитуемые при министрах иностранных дел.
Персонал дипломатического представительства делится на три группы:
1. дипломатический;
2. административно-технический;
3. обслуживающий.

Члены дипломатического персонала (дипломаты)— это лица, имеющие дипломатический ранг, который присваивается им в соответствии с действующими в данном государстве законами и правилами о прохождении дипломатической службы. Этот ранг сохраняется за работником вне зависимости от занимаемой должности, а также при уходе в отставку.
К административно-техническому персоналу относятся заведующие канцеляриями, бухгалтеры, переводчики и другие сотрудники представительства, которые исполняют административные и технические функции.
К обслуживающему персоналу относятся шофёры, курьеры, швейцары, дворники и другие лица, которые обслуживают дипломатические представительства.

## Функции дипломатических представительств
Функции дипломатических представительств устанавливает Венская конвенция о дипломатических сношениях 1961 года. В Положении о Посольстве Российской Федерации, утверждённом Указом Президента Российской Федерации от 28 октября 1996 года, указываются следующие функции дипломатического представительства:
1. представительство России;
2. обеспечение национальных интересов и реализация внешнеполитического курса Российской Федерации:
3. выполнение поручений органов власти Российской Федерации;
4. сбор информации;
5. обеспечение развития сотрудничества с государством пребывания;
6. контроль за выполнением договоров с государством пребывания;
7. выполнение консульских функций и общее руководство консульскими учреждениями Российской Федерации в стране пребывания.

## Дипломатические привилегии и иммунитеты
Согласно Венской конвенции 1961 года дипломатическими привилегиями и иммунитетами наделяются как само дипломатическое представительство, так и сотрудники представительства.
Помещения представительства неприкосновенны. Власти государства пребывания не могут вступать в эти помещения иначе, как с согласия главы представительства. На государстве пребывания лежит специальная обязанность принимать все надлежащие меры для защиты помещений представительства от всякого вторжения или нанесения ущерба и для предотвращения всякого нарушения спокойствия представительства или оскорбления его достоинства.
Помещения представительства, предметы их обстановки и другое находящееся в них имущество, а также средства передвижения представительства пользуются иммунитетом от обыска, реквизиции, ареста и исполнительных действий. Архивы и документы представительства неприкосновенны в любое время и независимо от их местонахождения. Неприкосновенностью пользуется и официальная корреспонденция представительства (дипломатическая почта).
Помещение освобождается от всех государственных, районных и муниципальных налогов, сборов и пошлин в отношении помещений представительства, кроме таких налогов, сборов и пошлин, которые представляют собой плату за конкретные виды обслуживания.
Дипломатические представительства пользуются следующими привилегиями:
1. Правом пользования флагом и эмблемой своего государства на помещениях диппредставительства, включая резиденцию его главы, а также на средствах передвижения главы представительства (ст. 29 Венской конвенции)
2. Таможенными привилегиями, т. е. правом ввозить на территорию государства пребывания и вывозить с этой территории предназначенные для официального пользования представительств товары с освобождением от уплаты таможенных пошлин, налогов и без применения к товарам запретов и ограничений экономического характера (ст. 36 Венской конвенции).
3. Свободой сношений со своим государством, его дипломатическими представительствами и консульскими учреждениями в других странах. Для этого государство может пользоваться всеми подходящими средствами, в том числе услугами дипкурьеров или шифрованных депеш.

Дипломаты пользуются личными привилегиями и иммунитетами. Личность дипломатического агента неприкосновенна. Он не подлежит аресту или задержанию в какой бы то ни было форме. Государство пребывания обязано относиться к нему с должным уважением и принимать все надлежащие меры для предупреждения каких-либо посягательств на его личность, свободу или достоинство.
Частная резиденция дипломатического агента пользуется той же неприкосновенностью и защитой, что и помещения представительства. Его бумаги, корреспонденция и его имущество равным образом пользуются неприкосновенностью.
Дипломатический агент пользуется иммунитетом от уголовной юрисдикции государства пребывания. Он пользуется также иммунитетом от гражданской и административной юрисдикции, кроме строго определённых случаев. Дипломатический агент не обязан давать показаний в качестве свидетеля.
Дипломатический агент освобождается от всех налогов, сборов и пошлин, личных и имущественных, государственных, районных и муниципальных, за исключением:
1. косвенных налогов, которые обычно включаются в цену товаров или обслуживания;
2. сборов и налогов на частное недвижимое имущество, находящееся на территории государства пребывания, если он не владеет им от имени аккредитующего государства для целей представительства;
3. сборов, взимаемых за конкретные виды обслуживания и некоторых других, указанных в Венской конвенции.

Члены семьи дипломатического агента, живущие вместе с ним, пользуются, если они не являются гражданами государства пребывания, привилегиями и иммунитетами, указанными в статьях 29−36 Венской конвенции.
Члены административно-технического персонала представительства и члены их семей, живущие вместе с ними, пользуются, если они не являются гражданами государства пребывания или не проживают в нем постоянно, привилегиями и иммунитетами, указанными в статьях 29−35 Венской конвенции, с тем исключением, что иммунитет от гражданской и административной юрисдикции государства пребывания, не распространяется на действия, совершённые ими не при исполнении своих обязанностей.
Члены обслуживающего персонала представительства, которые не являются гражданами государства пребывания или не проживают в нем постоянно, пользуются иммунитетом в отношении действий, совершенных ими при исполнении своих обязанностей, и освобождаются от налогов, сборов и пошлин на заработок, получаемый ими по своей службе.
Аккредитующее государство может отказаться от иммунитета от юрисдикции дипломатических агентов и членов административно-технического и обслуживающего персонала дипломатического представительства. Отказ должен быть всегда определённо выраженным. Такой отказ имеет место в исключительных случаях, когда лицо, на которое распространяется иммунитет, совершает серьёзное правонарушение по законам принимающего государства.
Отказ от иммунитета от юрисдикции в отношении гражданского или административного дела не означает отказа от иммунитета в отношении исполнения решения, для чего требуется особый отказ. В случае возбуждения дела в судах государства пребывания дипломатическим агентом или иным лицом, пользующимся иммунитетом от юрисдикции, такое лицо лишается права ссылаться на иммунитет от юрисдикции в отношении встречных исков, непосредственно связанных с основным иском.

## Дипломатическое право международных организаций
Для поддержания отношений с международными организациями государства учреждают постоянные представительства при международных организациях.
Правовое положение постоянных представительств государств при международных организациях, миссий постоянных наблюдателей при них, делегаций государств и наблюдателей в органах международных организаций и на международных конференциях регламентируется положениями Венской конвенции о представительстве государств в их отношениях с международными организациями универсального характера 1975 года.
Представительство при международных организациях выполняет следующие функции (статья 6 Конвенции):
1. представляет своё государство;
2. поддерживает связь с этой международной организацией;
3. информирует своё государство о деятельности этой международной организации;
4. обеспечивает его участие в деятельности международной организации;
5. ведёт с этой международной организацией переговоры от имени своего государства;
6. защищает в международной организации его интересы.

Для выполнения этих функций представительства государств при международных организациях наделяются дипломатическими иммунитетами и привилегиями, в числе которых неприкосновенность помещений представительства, освобождение их от налогов и сборов, свобода сношений со своим государством и другие. Члены дипломатического корпуса представительства обладают личными иммунитетами и привилегиями.